# Aldo Spagnoli
Aldo Spagnoli (Perugia, 12 settembre 1906 – Perugia, 2 gennaio 1992) è stato un pubblicitario italiano.

## Biografia
Figlio di Luisa Spagnoli, fondatrice dell'omonima casa d'abbigliamento e della Perugina, Aldo è conosciuto per essere il padre delle figurine dei Quattro Moschettieri che lanciarono il marchio Perugina.
La campagna pubblicitaria (all'epoca Aldo Spagnoli era direttore della pubblicità dell'azienda), nata nel 1934 per aiutare a superare la crisi indotta dalla tassa sullo zucchero, consisteva in un "concorso di figurine" disegnate da Angelo Bioletto e basate sui personaggi della trasmissione radiofonica a puntate I quattro moschettieri di Angelo Nizza e Riccardo Morbelli (adattamento dal romanzo di Alexandre Dumas padre, ideato dallo stesso Spagnoli); il programma, offerto dall'azienda stessa, è il primo caso di sponsorizzazione in Italia.
Le figurine, inserite nelle scatole e nei sacchetti dei prodotti Perugina, diventarono ben presto d'interesse per i collezionisti: la Bella Sulamita, il cardinale Richelieu, l'Abate Faria, le Figlie di Ramsete e la più famosa di tutte (perché introvabile), il Feroce Saladino, sono inserite nella storia della pubblicità in Italia; alla mania per le figurine create da Spagnoli venne anche dedicato il film Il feroce Saladino (1937) di Mario Bonnard.